# Ann Jansson (Fußballspielerin)
Ann Jansson (* 6. Mai 1957 in Stockholm) ist eine ehemalige schwedische Fußballspielerin, die 1984 den ersten Europameistertitel der Frauen gewann.

## Karriere

### Vereine
In Stockholm geboren, spielte Jansson in ihrer Jugend zunächst für Stockholmer Vereine Fußball, zuletzt für den Älvsjö AIK in der Spielzeit 1971. Im Seniorinnenbereich kam sie ab der Spielzeit 1972 ausschließlich (und bis 1984) für den Hammarby IF in der Division 1, der unter diesem Namen seinerzeit höchsten Spielklasse im schwedischen Frauenfußball, zu Punktspielen. Von 1981 bis 1983 erreichte sie mit Hammarby IF dreimal in Folge das Finale um den Svenska Cupen, den nationalen Vereinspokal, verlor jedoch alle drei. Durch ihr frühes Karriereende im Jahr 1984 verpasste sie auch den Meistertitel, den der Hammarby IF erstmals 1985 (und 2023 das zweite Mal) erringen konnte.

### Nationalmannschaft
Jansson gehörte der Nationalmannschaft an, die das erste offizielle Länderspiel (gem. FIFA) am 26. Juli 1974 in Mariehamn gegen die Nationalmannschaft Finnlands im Turnier um die Nordischen Meisterschaft 1974 durch ihren Treffer in der 53. Minute, drei Minuten nach ihrer Einwechslung für Ann Magnuson und sieben Minuten vor Spielende, mit 1:0 gewann.
In den folgenden Jahren nahm Jansson mit der Nationalmannschaft unter anderem auch an den Turnieren um die Nordische Fußballmeisterschaft 1975 und 1976 teil, in denen sie mit jeweils zwei Toren die erfolgreichste schwedische Torschützin war. 1984 gewann sie mit ihrer Mannschaft die erstmals ausgetragene Europameisterschaft und kam im Verlauf der Finalrunde in drei von vier Spielen zum Einsatz.

## Erfolge
Nationalmannschaft
- Europameister 1984

Hammarby IF
- Schwedischer Pokal-Finalist 1981, 1982, 1983

## Sonstiges
Nach dem Titelgewinn beendete Jansson ihre Spielerkarriere und war später als Schulleiterin in Stockholm tätig.